# Atroxima macrostachya
Atroxima macrostachya es una especie de Magnoliopsida del género Atroxima, de la familia Polygalaceae, del orden Fabales.

## Taxonomía
Fue descrita científicamente por (Robert Chodat) Otto Stapf en 1905. Fue publicado por primera vez en J. Linn. Soc., Bot. 37: 86.